# محمد مصطفی میرو
محمد مصطفی میرو (به عربی: محمد مصطفی مرو) (زاده ۱۹۴۱ در شهر التل سوریه – درگذشته ۲۲ دسامبر ۲۰۲۰) در تاریخ ۱۳ مارس ۲۰۰۰ تا ۱۰ سپتامبر ۲۰۰۳ تصدی نخست‌وزیری سوریه را برعهده داشت.
میرو در ۲۲ دسامبر ۲۰۲۰ در اثر ابتلا به ویروس کرونا درگذشت.